# U-545
| U-545                      | U-545 | U-545 |
| -------------------------- | --- | --- |
|                            | | |
|                            | | |
|                            | | |
| Під прапором               | Третій Рейх | Третій Рейх |
| Спуск на воду              | 3 березня 1943 року | 3 березня 1943 року |
| Виведений зі складу флоту  | 19 березня 1943 року | 19 березня 1943 року |
| Сучасний статус            | 10 лютого 1944 року потоплений глибинними бомбами британського «Веллінгтона» західніше Гебридів                                                                 | 10 лютого 1944 року потоплений глибинними бомбами британського «Веллінгтона» західніше Гебридів                                                                 |
| Проєкт                     | | |
| Тип ПЧ                     | Торпедний ДПЧ | Торпедний ДПЧ |
| Розробник проєкту          | Deutsche Werft, Гамбург | Deutsche Werft, Гамбург |
| Основні характеристики     | | |
| Швидкість (надводна)       | 18,2 вузла | 18,2 вузла |
| Швидкість (підводна)       | 7,7 вузла | 7,7 вузла |
| Робоча глибина занурення   | 100 м | 100 м |
| Гранична глибина занурення | 230 м | 230 м |
| Автономність плавання      | 18 450 миль (34 170 км) на швидкості 10 вузлів (19 км/год) (у надводному положенні) 64 милі (119 км) на швидкості 4 (7,4 км/год) вузли (у підводному положенні) | 18 450 миль (34 170 км) на швидкості 10 вузлів (19 км/год) (у надводному положенні) 64 милі (119 км) на швидкості 4 (7,4 км/год) вузли (у підводному положенні) |
| Екіпаж                     | 48 осіб | 48 осіб |
| Розміри                    | | |
| Довжина найбільша (по КВЛ) | 76,76 м | 76,76 м |
| Ширина корпусу найб.       | 6,76 м | 6,76 м |
| Висота                     | 9,6 м | 9,6 м |
| Середня осадка (по КВЛ)    | 4,70 м | 4,70 м |
| Водотоннажність надводна   | 1120 т | 1120 т |
| Озброєння                  | | |
| Артилерія                  | 1 × 105-мм палубна гармата SK C/32 | 1 × 105-мм палубна гармата SK C/32 |
| Торпедно- мінне озброєння  | 4 носових і два кормових ТА. 22 торпеди | 4 носових і два кормових ТА. 22 торпеди |
| ППО                        | 1 × 37-мм зенітна гармата FlaK 36/37/43 2 (1 × 2) × 20-мм зенітні гармати FlaK 30                                                                               | 1 × 37-мм зенітна гармата FlaK 36/37/43 2 (1 × 2) × 20-мм зенітні гармати FlaK 30                                                                               |

U-545 — німецький підводний човен океанського класу типу IXC/40, що входив до складу Крігсмаріне за часів Другої світової війни. Закладений 1 серпня 1942 року на верфі Deutsche Werft у Гамбурзі. Спущений на воду 3 березня 1943 року, 19 березня 1943 року корабель увійшов до складу 4-ї навчальної флотилії ПЧ ВМС нацистської Німеччини. Єдиним командиром човна був капітан-лейтенант Герт Маннесманн.

## Історія служби
U-545 належав до німецьких підводних човнів типу IXC/40, великих океанських човнів, призначених діяти на далеких відстанях. U-545 встигнув здійснити лише один бойовий похід в Атлантичний океан, під час якого пошкодив 1 британське судно Empire Housman (7359 брутто-реєстрових тонн).
10 лютого 1944 року потоплений західніше Гебридів глибинними бомбами британського бомбардувальника «Веллінгтон». 1 член екіпажу загинув, решту 56 осіб підібрав U-714, який доставив їх до Сен-Назера.